# Gaula
Gaula es una "freguesia" (en español su equivalente es "parroquia") del archipiélago de Madeira, Portugal con 7,07 km² y 4028 habitantes (2011). Su densidad de población es de 569,7 habitantes por kilómetro cuadrado. Tiene una carretera que la conecta a Machico y a Funchal. Tiene una altitud de 202 metros. La actividad principal es la agricultura. Al sur de Gaula está el Océano Atlántico y al norte montañas.
Galia tiene dos escuelas, una cancha multiusos, dos iglesias, un mercado agrícola y el barrio fue elegido para acoger el centro de formación de la Asociación de Fútbol de la Madeira, un proyecto que aspira a obtener los juegos de los niveles de formación de la selección tanto de los de Madeira o de la selección nacional.

## Geografía

### Lugares
Las aldeas y poblaciones principales son:
- Achada de Baixo
- Achada de Cima
- Achada da Rocha
- Aldonça
- Beatas
- Contenda
- Farrobo
- Fazenda (Gaula)
- Fazendinha (Gaula)
- Fonte (Gaula)
- Fonte do Lopo
- Furtados
- Lajes (Gaula)
- Levadas (Gaula)
- Lobas
- Lombadinha
- Salão (Gaula)
- São João (Gaula)
- Pico (Gaula)
- Porto Novo (Gaula)
- Povo (Gaula)